# Maximilian Modde

Maximilian Modde

Maximilian Robert Carl Modde (* 13. April 1862 in Magdeburg; † 14. August 1933 in Berlin) war ein deutscher Architektur-, Bildnis- und Genremaler sowie Kunstschriftsteller.

## Leben
Maximilian Modde wurde als Sohn des Städtekämmerers Emil Otto Wilhelm Modde und seiner Ehefrau Dorothe Berther Emma Oberdörffer in Magdeburg geboren und am 8. Juni 1862 in St. Nicolai (Magdeburg) getauft. Er war das älteste von vier Kindern. Sein Bruder Johannes Carl Emil Modde war als anerkannter Schlachthofmeister in Gießen tätig. Außerdem hatte er zwei Schwestern, Hedwig und Emma.
Seine schulische Ausbildung absolvierte er an der Bürgerschule, wechselte im April 1872 an die Guericke-Schule. Am 6. April 1881 verließ er diese, um sich dem Studium der Malerei zu widmen. Auf seinem Abgangszeugnis wurde schon deutlich, dass Modde sich für die schönen Künste und weniger für die anderen Fächer interessierte. In den Fremdsprachen Englisch und Französisch wurde er nur mit „nicht ausreichend“ bewertet, während er im Zeichnen ein „recht gut“ bekam. In dem Fach Naturbeschreibung wurden seine Leistungen als „gut“ bezeichnet.
Mit seinem Entschluss, seine künstlerische Begabung auszubauen, verließ er Magdeburg. Er ging zunächst nach Gießen und studierte dort an der Ludwigs-Universität (1881–1884). Anschließend wechselte er nach Berlin und studierte an der akademischen Hochschule für bildende Künste (1884–1887) Philosophie, Architektur und Kunstgeschichte. Zu seinen Lehrern gehörten u. a. der Bildhauer Reinhold Begas und der Maler Anton von Werner. Um seiner besonderen Neigung, der Architekturmalerei, nachzugehen, besuchte er auch das Polytechnikum in Charlottenburg.
Von Oktober 1885 bis Oktober 1886 besuchte er die Unterrichtsanstalt des Kunstgewerbemuseums Berlin. Dem schloss sich eine dreijährige Lehrzeit bei einem Berliner Maler an.
1915 begann er, an Schulen zu unterrichten. So vertrat er im Schuljahr 1915/16 für vier Unterrichtsstunden an der Berliner Mittelschule im Bezirk Steglitz den ausgefallenen Kunstlehrer, an der Oberrealschule Steglitz war er drei Jahre lang (1915–1918) hauptamtlich für den Zeichenunterricht zuständig. Im Schuljahr 1919/20 war er am Steglitzer Stauffen-Realgymnasium tätig. Später unterrichtete er auch zahlreiche Schüler im eigenen Atelier.
Sein erstes Atelier hatte er in der Berliner Kochstraße. 1898 zog er in die Belle-Alliance-Straße (heute Mehringdamm) um, dort übernahm er das Atelier des Malers Walter Moras.
Er war Mitglied des wissenschaftlichen Kunstvereins und Ehrenmitglied der „Society of Science, Letters and Art“ in London, eine Londoner Künstlervereinigung, in der nur maximal 12 Mitglieder zugelassen wurden. Immer wenn ein Künstler verstarb, wurde ein neues Mitglied nachberufen.
Nachdem seine erste Ehefrau 1918 verstorben war, lernte er seine zweite Ehefrau Luise Emma Martha Schmidt kennen, welche er am 22. April 1922 heiratete. Ein gemeinsamer Sohn kam 1924 zur Welt.
Zu seinen engsten Freunden zählte der Künstler Adolph von Menzel. Weitere Freundschaften verbanden ihn mit dem Leiter der Berliner Kunstschule Professor Philipp Franck, dem Architekten Carl Schellhase und dem Journalisten Dr. P. Österreich. Außerdem war er mit Walter Leistikow, Max Liebermann und dem Schriftsteller Hans Schwarz bekannt.
Er starb 1933 in Berlin. Da seine Ehefrau an der Alzheimer-Krankheit litt, kam sein Sohn in die Obhut des Onkels mütterlicherseits.

## Werke (Auswahl)
Gemälde
- Altstadtgasse mit Passanten und Bewohnern vor den Häusern
- Das Innere des Magdeburger Domes
- Die Topfflicker
- s Trudl

Schriften
- Die Kanzel im Dom zu Magdeburg. In: Christliches Kunstblatt für Kirche, Schule u. Haus. Band 26, 1884, S. 119–123.
- Das St. Alexius-Hospital zu Unser Lieben Frauen. In: Geschichtsblätter für Stadt und Land Magdeburg. Nr. 25, 1890, S. 257–324.
- Unser Lieben Frauen Kloster in Magdeburg. Creutz-Verlag, Magdeburg 1911.